# Aucha latipennis
Aucha latipennis là một loài bướm đêm trong họ Noctuidae.